# NGC 5829
NGC 5829 is een spiraalvormig sterrenstelsel in het sterrenbeeld Ossenhoeder. Het hemelobject werd op 11 mei 1882 ontdekt door de Franse astronoom Édouard Jean-Marie Stephan.

## Synoniemen
- UGC 9673
- Arp 42
- MCG 4-35-27
- HCG 73A
- ZWG 134.70
- VV 7
- PGC 53709